# 索镇 (上塞纳省)
索镇（法語：Sceaux，法語發音：[so] ⓘ），法国中北部城市，法兰西岛大区上塞纳省的一个市镇，隶属于安东尼区，其市镇面积为3.6平方公里，2022年1月1日时人口数量为20,740人，在法国城市中排名第483位。
索镇位于上塞纳省南部，因其境内的索镇公园而闻名。索镇亦是巴黎南部的一个科教中心及卫星居民区，通过法兰西岛大区快铁B线连接巴黎市区。

## 地名来源
“Sceaux”来自拉丁语“cellae”，最初于1120年被提及，意为“小房子”，之后演变成“Ceaux”，后受单词“sceau”拼写的影响演变成了当今的“Sceaux”。
虽然词源无关，但由于“Sceaux”的拼写与本意为“印章、玺”的法语单词“sceau”的复数形式相同，故该地在部分中文资料中又被直译为国玺镇；此外，因翻译标准不同，“Sceaux”在某些资料中亦被翻译为苏镇、索城或薮镇。

## 历史

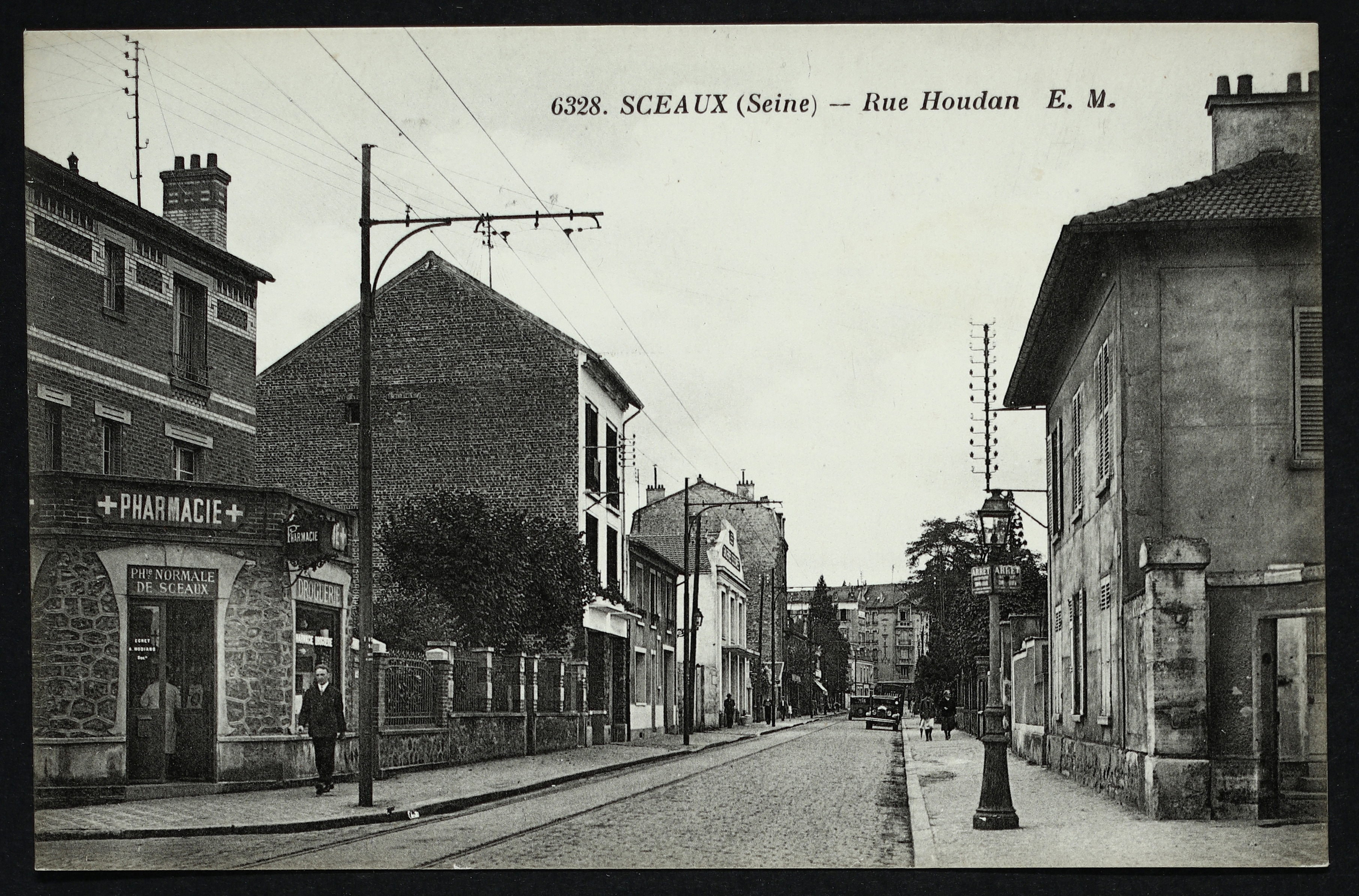
19世纪末的索镇街道

索镇最初于1120年被提及，彼时为沙特奈的一部分，1202年起单独被划出成为一个堂区。此后，索镇长期为一处普通村落，由巴耶家族的两个分支共同管理，这两个分支在15世纪得以联合。1597年，索镇领主在其南部修建了一处城堡，该城堡于1670年被法国国务大臣让-巴蒂斯特·柯尔贝尔购买，后者在城堡外围修建了大型花园。法国大革命期间，索镇公园的城堡被摧毁，索镇成为塞纳省的一个市镇，并自1800年起成为该省的一个副省会。1846年，连接巴黎和索镇的索镇铁路建成通车，此举使得索镇人口数量逐年上升，成为巴黎南部的一个卫星城。1858年，原索镇城堡被部分恢复，其附近的花园被开辟为索镇公园，成为巴黎南郊的一个大型城市绿地。二战结束后，索镇铁路进行了电气化改造，后成为法兰西岛大区快铁B线的一部分。1966年，索镇副省会政府被撤销，索镇于1968年1月被划入新成立的上塞纳省。

## 地理

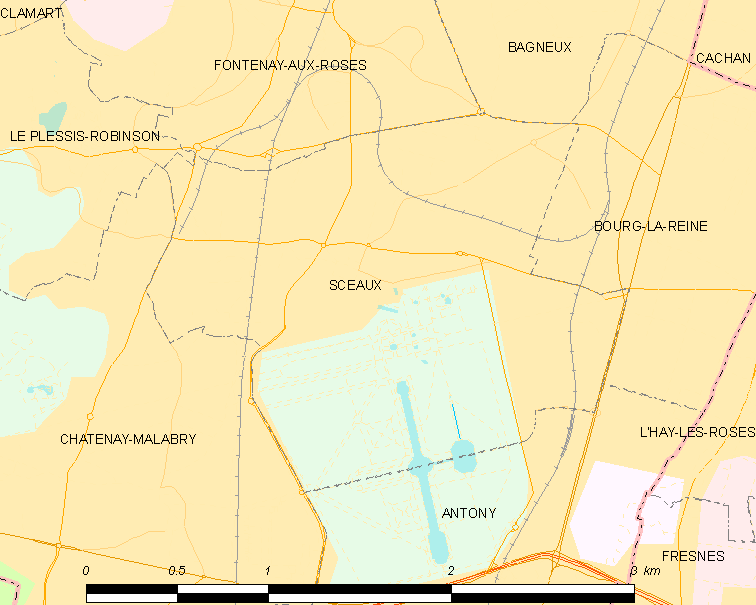
索镇市镇范围地图

索镇位于法国中北部，法兰西岛大区中部和上塞纳省南部，距离省会楠泰尔大约22.5公里。与索镇接壤的市镇包括：巴涅、拉雷讷堡、安东尼、沙特奈马拉布里、勒普莱西罗班松、丰特奈欧罗斯。

### 地形
索镇位于巴黎盆地腹地，境内以浅丘为主，市镇中心地势较为平坦，南部区域略有起伏，全境海拔在53到103米之间。

### 水文
索镇属于塞纳河流域，索镇公园内有人工开凿的护城河，除此之外当地无大型地表径流。

### 植被
索镇属于温带阔叶混交林区，索镇公园的北部区域为索镇的市镇管辖区，除此之外索镇市区的拉梅纳热里花园（Jardin de la Ménagerie）亦是当地重要的城市绿地。
在鲜花城市的评比中，索镇被评为2星级鲜花城市。

### 气候
索镇在柯本气候分类法中属于温带海洋性气候。
距离索镇最近的气象站位于奥利境内，以下为该气象站的数据：
| 奥利1981年－2019年  | 奥利1981年－2019年 | 奥利1981年－2019年 | 奥利1981年－2019年 | 奥利1981年－2019年 | 奥利1981年－2019年 | 奥利1981年－2019年 | 奥利1981年－2019年 | 奥利1981年－2019年 | 奥利1981年－2019年 | 奥利1981年－2019年 | 奥利1981年－2019年 | 奥利1981年－2019年 | 奥利1981年－2019年 |
| 月份                | 1月                | 2月                | 3月                | 4月                | 5月                | 6月                | 7月                | 8月                | 9月                | 10月               | 11月               | 12月               | 全年               |
| ------------------- | ------------------ | ------------------ | ------------------ | ------------------ | ------------------ | ------------------ | ------------------ | ------------------ | ------------------ | ------------------ | ------------------ | ------------------ | ------------------ |
| 历史最高温 °C（°F） | 16.5 (61.7)        | 20.8 (69.4)        | 24.5 (76.1)        | 29.4 (84.9)        | 35.0 (95.0)        | 37.1 (98.8)        | 41.9 (107.4)       | 40.0 (104.0)       | 33.0 (91.4)        | 31.3 (88.3)        | 21.8 (71.2)        | 17.3 (63.1)        | 41.9 (107.4)       |
| 平均高温 °C（°F）   | 6.7 (44.1)         | 7.9 (46.2)         | 11.9 (53.4)        | 15.3 (59.5)        | 19.3 (66.7)        | 22.6 (72.7)        | 25.3 (77.5)        | 25.1 (77.2)        | 21.2 (70.2)        | 16.3 (61.3)        | 10.5 (50.9)        | 7.1 (44.8)         | 15.8 (60.4)        |
| 日均气温 °C（°F）   | 4.1 (39.4)         | 4.7 (40.5)         | 7.9 (46.2)         | 10.6 (51.1)        | 14.5 (58.1)        | 17.6 (63.7)        | 20 (68)            | 19.7 (67.5)        | 16.3 (61.3)        | 12.3 (54.1)        | 7.5 (45.5)         | 4.7 (40.5)         | 11.7 (53.0)        |
| 平均低温 °C（°F）   | 1.6 (34.9)         | 1.5 (34.7)         | 3.9 (39.0)         | 5.9 (42.6)         | 9.7 (49.5)         | 12.7 (54.9)        | 14.7 (58.5)        | 14.3 (57.7)        | 11.4 (52.5)        | 8.4 (47.1)         | 4.5 (40.1)         | 2.3 (36.1)         | 7.6 (45.6)         |
| 历史最低温 °C（°F） | −16.8 (1.8)        | −15 (5)            | −9.4 (15.1)        | −4.3 (24.3)        | −1.3 (29.7)        | 3 (37)             | −0.3 (31.5)        | 5.6 (42.1)         | 1.7 (35.1)         | −11.7 (10.9)       | −9.6 (14.7)        | −13.3 (8.1)        | −16.8 (1.8)        |
| 平均降水量 mm（）   | 49.4 (1.94)        | 41.2 (1.62)        | 47.2 (1.86)        | 49.4 (1.94)        | 59.3 (2.33)        | 49 (1.9)           | 57.9 (2.28)        | 51.6 (2.03)        | 49.1 (1.93)        | 57.6 (2.27)        | 49.9 (1.96)        | 55 (2.2)           | 616.6 (24.26)      |
| 月均日照時數        | 43.4               | 66.3               | 162.6              | 172.4              | 165.4              | 176.6              | 232.1              | 220.4              | 193.9              | 131.9              | 49.1               | 55.3               | 1,669.4            |
| 来源：infoclimat.fr |                    |                    |                    |                    |                    |                    |                    |                    |                    |                    |                    |                    |                    |

## 行政区划
索镇是法国法兰西岛大区上塞纳省的一个市镇，编号为92071。索镇隶属于安东尼区、上塞纳省第十三选区以及沙特奈马拉布里县，同时也是大巴黎都会区和南部大巴黎河谷公共土地集团的组成部分。
法国国家统计与经济研究所（简称）在进行数据统计时，将索镇及相邻的另外428个市镇设为巴黎城市核心区（2020年扩充至431个），并将包括核心区在内的周边共1,794个市镇划为巴黎城市区。自2020年起，巴黎城市区被包含1,949个市镇的巴黎城市辐射区代替。此外，还将索镇市镇分为了8个“块区”（IRIS），以便于统计人口分布情况。

## 交通

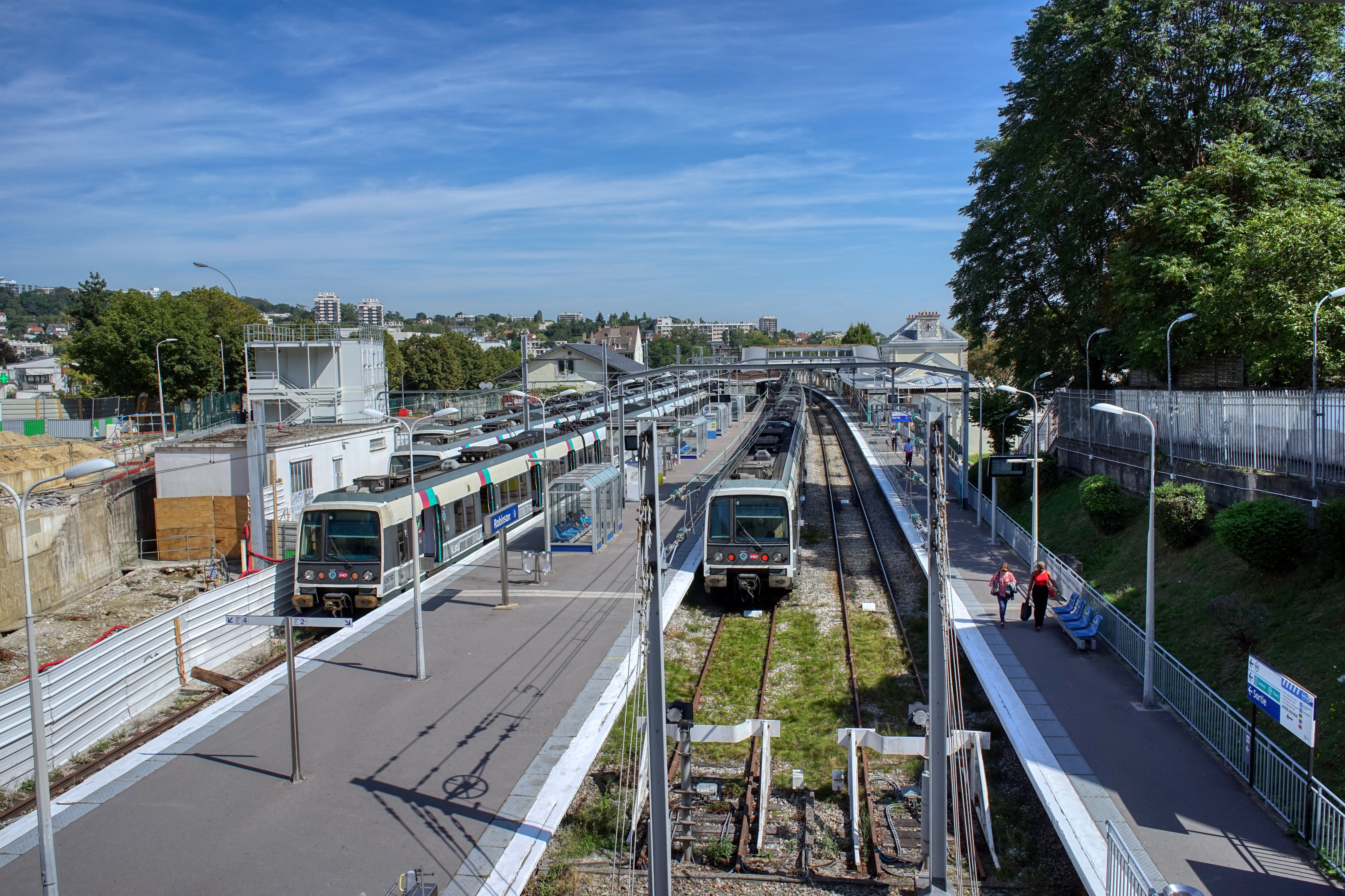
索镇境内的罗班松站

### 公路
索镇境内的大部分道路为城市化道路，配有照明、排水、人行道等设施，其中部分干线道路被划为上塞纳省省道并配有编号，如纵贯索镇南北的柯西大街（Avenue Cauchy）、伏尔泰街（Rue Voltaire）以及丰特奈公路（Route de Fontenay）被编为省道D67线。
2018年，66.9%的索镇家庭拥有至少一辆私人汽车。2019年，索镇境内共发生各类交通事故6起，造成7人受伤。

### 对外交通
距离索镇的长途汽车站、长途铁路客运车站和民用航空站分别为马西汽车站、马西TGV站和巴黎-奥利机场，距离索镇市中心的公路里程分别约8公里、8公里和10公里。

### 城市公共交通
法兰西岛大区快铁B线、巴黎公交128路、179路、188路、192路、194路、195路、294路、390路、391路、394路、395路和595路，安东尼公交4路、6路、11路、14路、15 、16路、17路和法兰西岛夜班车N14线、N21线及N63线经过索镇境内。
| 途经索镇境内的主要公共交通线路 |            | |
| 类型                           | 运营商     | 线路 |
| 快铁                           | RATP       | ：戴高乐机场2号航站楼站 / 米特里-克莱站 ↔ 欧奈苏布瓦站 ↔ 巴黎北站 ↔ 沙特雷-大堂站 ↔ 大学城站 ↔ 拉雷讷堡站 ↔ 索镇站 ↔ 罗班松站 |
| 公共汽车                       | RATP       | 128：奥尔良门站 ↔ 蒙鲁日市政府站 ↔ 当皮埃尔 ↔ 索镇政府 ↔ 罗班松站 179：罗班松站 ↔ 城心 ↔ 马拉布里农场 ↔ 韦利济2号商业中心 ↔ 塞夫勒博物馆 ↔ 塞夫勒桥 188：奥尔良门站 ↔ 黑牛商业中心 ↔ 阿尔贝·珀蒂 ↔ 莱布拉日 ↔ 当皮埃尔 192：拉伊莱罗斯-市政府 ↔ 拉雷讷堡站 ↔ 拉卡纳尔高级中学 ↔ 索镇政府 ↔ 罗班松站 194：奥尔良门站 ↔ 沙蒂永-蒙鲁日站 ↔ 沙蒂永中心 ↔ 榆林 ↔ 罗班松站 ↔ 让·饶勒斯 ↔ 索菲·巴拉教育园 ↔ 快铁伊尼站 195：罗班松站 ↔ 沙特奈马拉布里市政府 ↔ 红顶-花园城 ↔ 花园城-联盟军广场 ↔ 勒克莱尔军团 ↔ 沙蒂永-蒙鲁日-皮埃尔·塞马尔 294：沙蒂永-蒙鲁日-皮埃尔·塞马尔 ↔ 共和国-德福尔日 ↔ 河源剧场 ↔ 穆耶伯夫十字 ↔ 罗班松站 ↔ 让·饶勒斯 ↔ 索菲·巴拉教育园 ↔ 快铁伊尼站 390：拉雷讷堡站 ↔ 莱昂·布吕姆 ↔ 穆耶伯夫十字 ↔ 勒克莱尔军团 ↔ 城心 ↔ 贝克莱尔医院 ↔ 韦利济-南欧商场 391：旺沃-马拉科夫站 ↔ 沙蒂永-蒙鲁日站 ↔ 当皮埃尔 ↔ 莱布拉日 ↔ 巴涅站 394：拉雷讷堡站 ↔ 莱昂·布吕姆 ↔ 丰特奈欧罗斯站 ↔ 沙蒂永中心 ↔ 克拉马 ↔ 克朗丹·塞爾頓 ↔ 伊西-塞纳河谷站 395：勒普莱西罗班松-白板子 ↔ 城心 ↔ 穆耶伯夫十字 ↔ 罗班松站 ↔ 索镇政府 ↔ 白色十字架 ↔ 快铁安东尼站 595：勒普莱西罗班松-拉布尔西迪耶尔 ↔ 罗班松站 |
| 公共汽车                       | Le Paladin | 4：贝尔尼十字站（区域环线，经白色十字架） 6：康贝尔韦尔（区域环线，经罗班松站和拉雷讷堡站） 11：罗班松站 ↔ 绿流 14：罗班松站 ↔ 勒克莱尔军团 15：罗班松站 ↔ 穆耶伯夫十字 ↔ 花园城-联盟军广场 ↔ 红顶-花园城 ↔ 索菲·巴拉教育园 16：拉卡纳尔高级中学（区域环线，校车线路，经莱昂·布吕姆） 17：拉卡纳尔高级中学（区域环线，校车线路，经拉雷讷堡） |
| 公共汽车                       | (N)        | N14：圣旺市政厅站 ↔ 巴黎东站 ↔ 巴黎-沙特雷 ↔ 卡尚市政厅 ↔ 莱科塔日 ↔ 贝尔尼十字站 N21：巴黎圣拉扎尔站 ↔ 巴黎-沙特雷 ↔ 卡尚市政厅 ↔ 莱科塔日 ↔ 贝尔尼十字站 ↔ 欧洲大街商业中心 ↔ 隆瑞莫-医院 N63：巴黎蒙帕纳斯站 ↔ 沙蒂永-蒙鲁日站 ↔ 罗班松站 ↔ 马西-帕莱索站 ↔ 沃沃-综合理工 |
| 1.                             |            | |

## 政治
索镇的现任市长为菲利普·洛朗先生，他是民主人士和独立人士联盟的一名成员，在2020年的市政选举中获得了51.76%的支持率。
在2017年的法国总统大选中，法国第25任总统埃马纽埃尔·马克龙在索镇获得了88.96%的支持率。
| 索镇历届市长   |                                   |                                            |
| 任期           | 市长                              | 党派                                       |
| 1945年－1959年 | Édouard Depreux 爱德华·德普勒     | SFIO工人国际法国支部                       |
| 1959年－1983年 | Erwin Guldner 埃尔温·居尔德纳     | CD法国民主中心                             |
| 1983年－2001年 | Pierre Ringenbach 皮埃尔·林根巴赫 | UDF法国民主联盟                            |

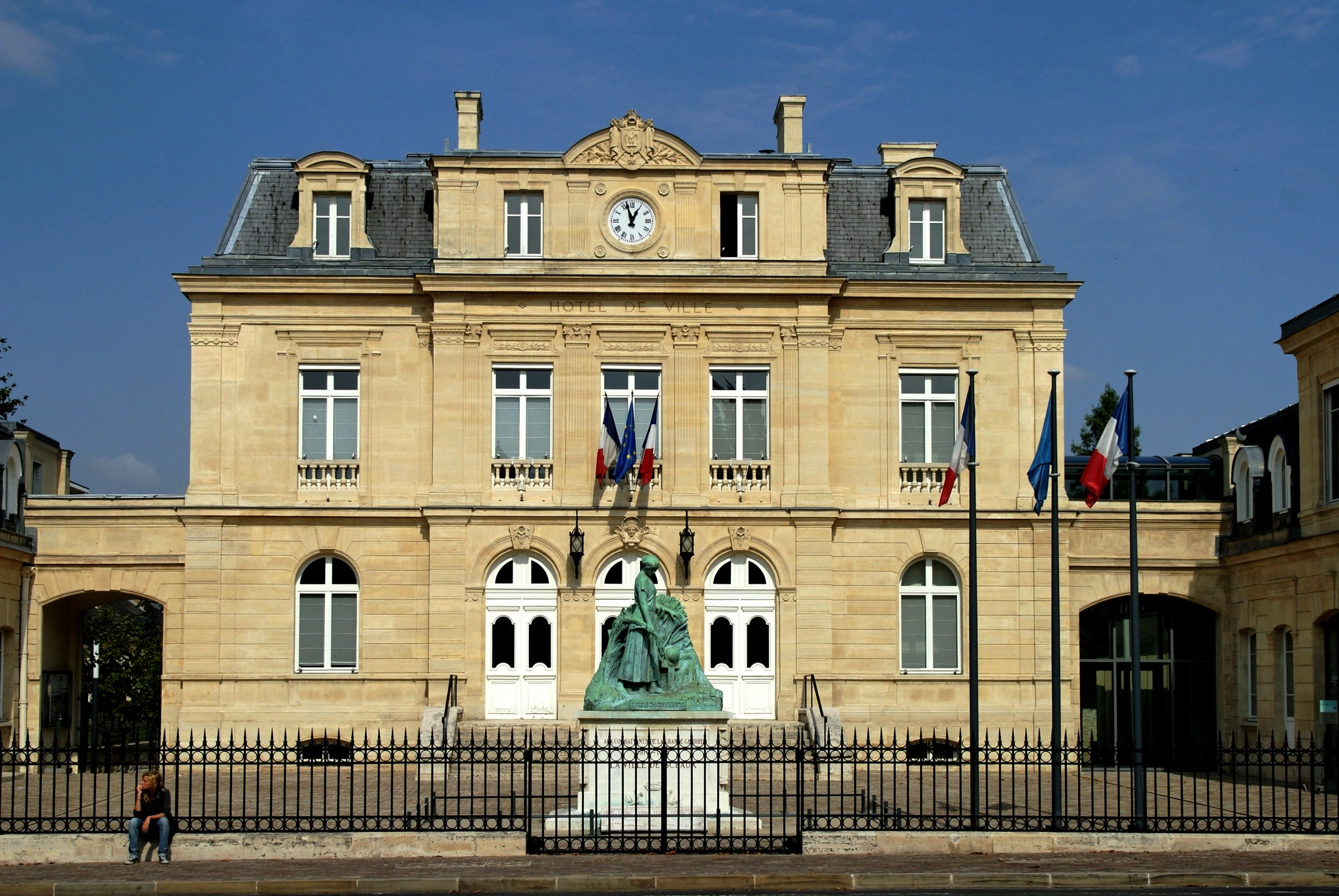
索镇市政厅

| 2001年－       | Philippe Laurent 菲利普·洛朗      | UDF法国民主联盟 →UDI民主人士和独立人士联盟 |

## 人口
2018年，索镇市镇人口数量为19,606，在法国排名第483位。其中男性9,168人，女性10,438人，75岁及以上人口占9.9%，外籍人口数量为5,005人，人口密度为5,446人/平方公里，当地居民被称为（男性）或（女性）。2019年，索镇境内出生135人，死亡人口164人。
| 年份   | 1936  | 1946  | 1954   | 1962   | 1968   | 1975   | 1982   | 1990   | 1999   | 2006   | 2011   | 2016   | 2018   |
| ------ | ----- | ----- | ------ | ------ | ------ | ------ | ------ | ------ | ------ | ------ | ------ | ------ | ------ |
| 人口數 | 8,418 | 8,448 | 10,601 | 19,024 | 19,913 | 19,709 | 18,317 | 18,052 | 19,494 | 19,413 | 19,930 | 19,479 | 19,606 |

## 经济

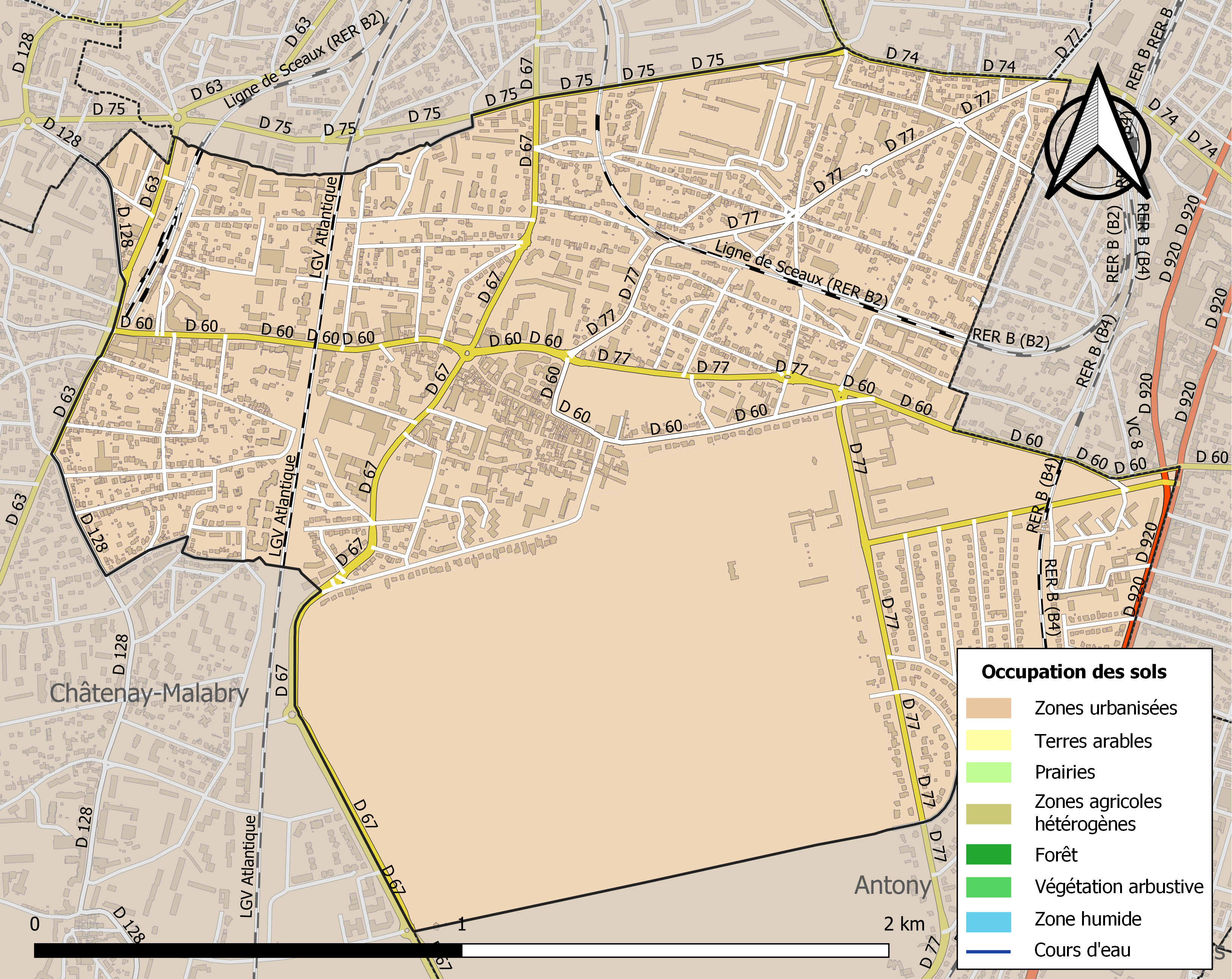
索镇土地利用情况地图

截止2021年10月，索镇共有各类用人单位（包含自雇）3,339家，平均历史为15年，其中99.6%为中小型企业（PME）。（化妆品销售）、（汽车销售）及（零售）是当地2019年营业额最高的三个企业，分别为24,022,182欧元、16,501,391欧元和13,116,106欧元。

## 财政收入
2019年，索镇的财政收入总额为42,030,400欧元，财政支出总额为38,722,500欧元，当年的债务总额为65,425,000欧元。2021年，索镇共获得1,956,976欧元的国家财政补助，比上一年减少了3.68%。
2019年，索镇的人均月收入总额为4,803欧元，其中高级职员为6,282欧元，高于法国平均水平（4,230欧元）；中级职员为3,032欧元，高于法国平均水平（2,411欧元）；普通职员为2,010欧元，亦高于法国平均水平（1,740欧元）。
2018年，索镇境内的青壮年（15至64岁）失业率为8.6%，当地74.1%的家庭拥有纳税资格，平均纳税15,404欧元，高于法国平均水平（3,888欧元）。

## 社会事务

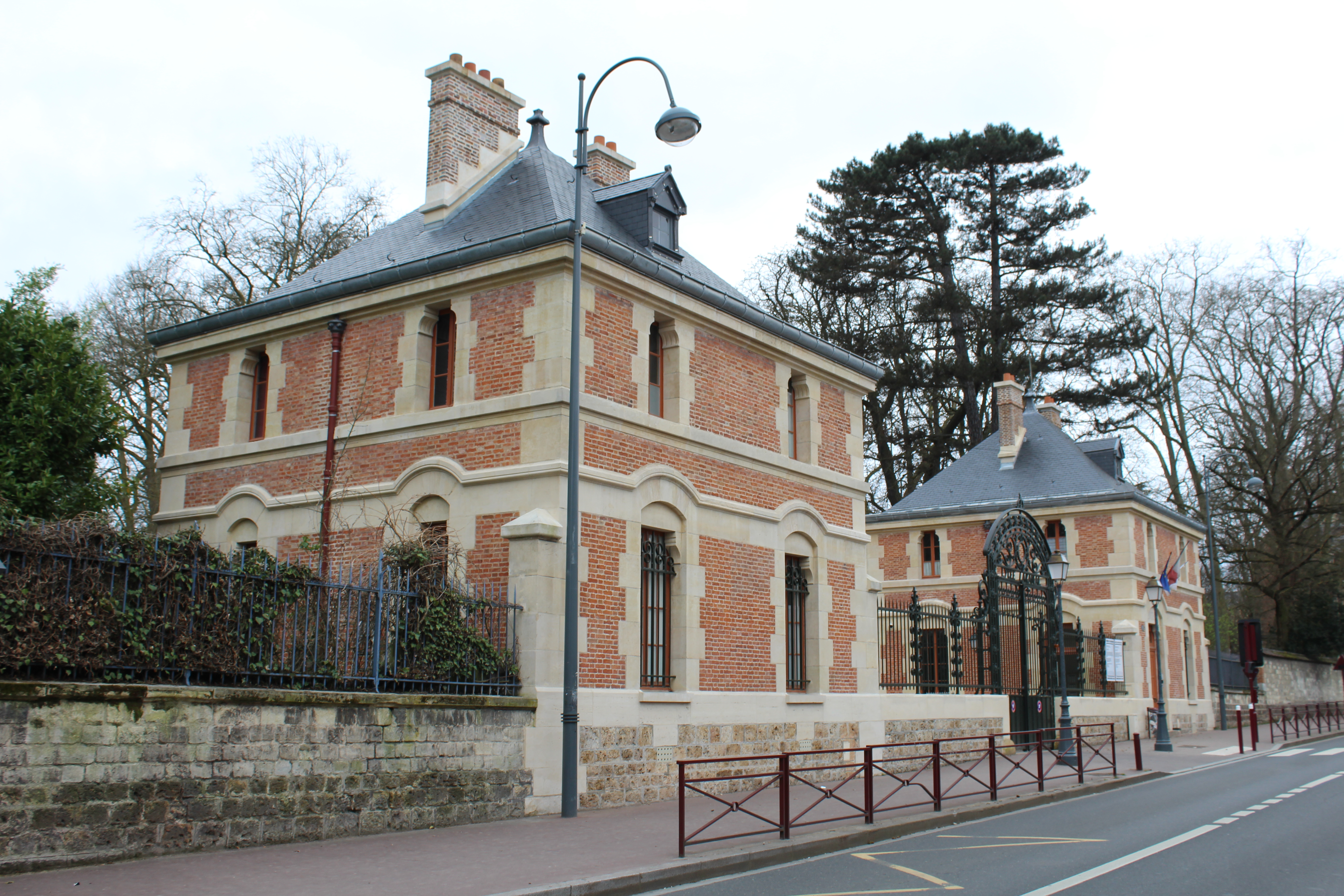
索镇拉卡纳尔高级中学

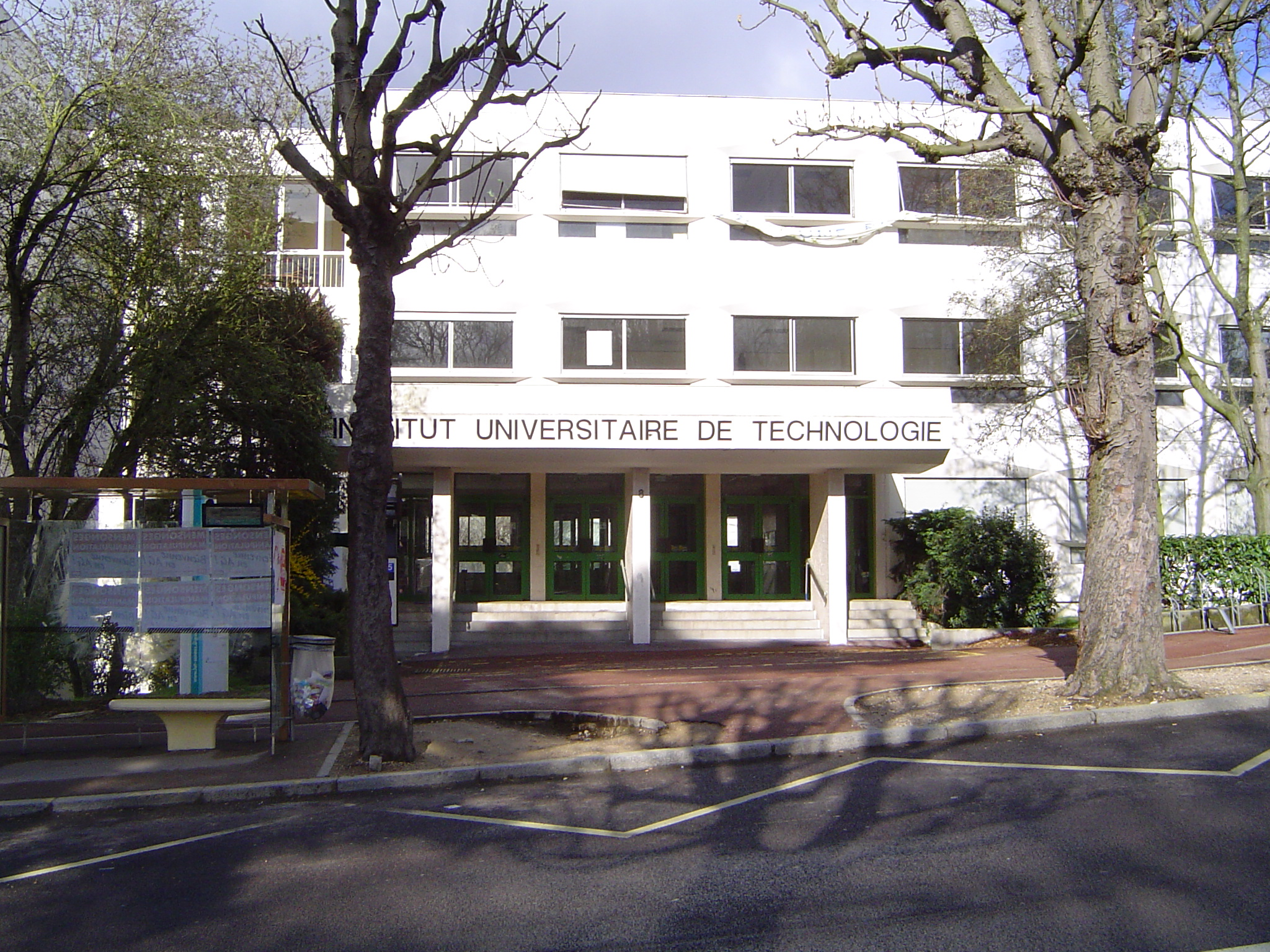
索镇大学技术学院

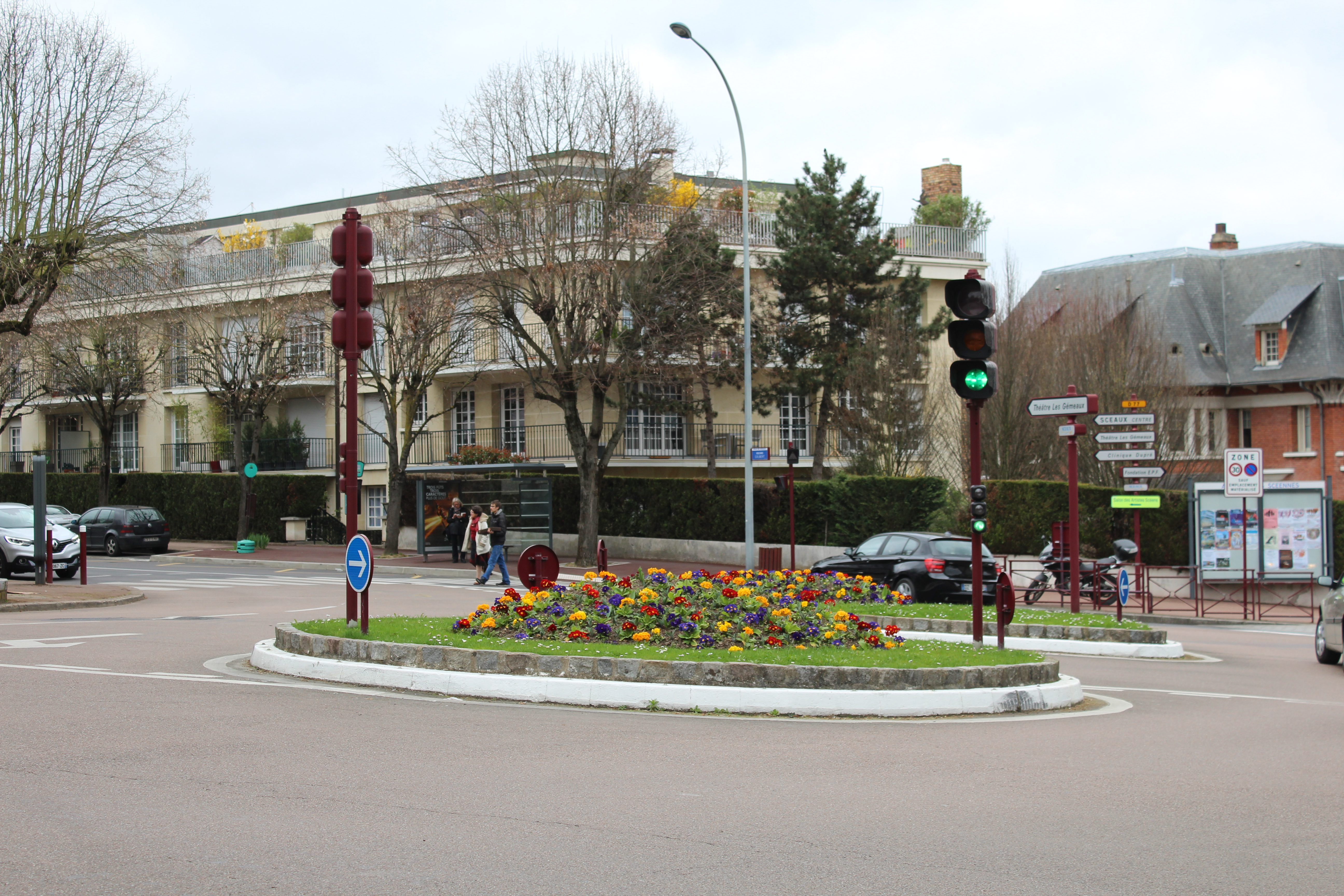
索镇市中心的罗斯福环岛

### 教育
索镇属于凡尔赛学区。截止2020年1月1日，索镇境内共有3所幼儿园、5所小学、3所初级中学和3所普通高中。2018至2019学年度，索镇境内共有在校中等教育阶段学生5,048名。
在高等教育方面，巴黎-萨克雷大学经管法律学院以及索镇大学技术学院位于索镇。

### 医疗
截止2020年1月1日，索镇境内共有全科医生14名、保健师25名、牙医25名、护士10名、耳科医生3名、眼科医生3名、皮肤科医生3名、助产士2名、儿科医生4名和妇科医生1名。境内共有药房6家、养老院4家、残疾人帮扶中心1家，当地的玛格丽特·勒诺丹综合康复中心（EHPAD Marguerite Renaudin）设有84个床位。
迪普雷诊疗中心（Clinique Dupré）是一家位于索镇市区的私立医院。

### 住房
2018年，索镇境内共有各类住房9,358套，其中20.5%为独立式居民区，77%为集中式居民区。常住房屋占索镇市镇范围内居民建筑总量的92.1%。
在住房保障政策方面，2020年，索镇境内共有1,454户家庭获得了住房经济补助，受益人数占总人口数量的7.4%，其中1,267份为房租补助。

### 商业
2019年，索镇境内共有各类实体商铺319家，其中餐厅50家、大型超市3家、杂货店7家、面包房7家、肉铺9家、书店7家、银行门店14家、美容美发店20家、汽车维修店1家。索镇市区建有Monoprix和欧尚超市。

### 体育
2020年，索镇境内共有1家游泳池、6间体育馆、15处网球场以及5处篮球或排球场。
截至2021年10月，索镇足球俱乐部（Sceaux FC）是当地唯一的注册足球队，其青年队参加上塞纳省足球联赛。

### 环境
索镇的环境事务由其所属的公共社区负责。2019年，索镇境内暂无污染企业。

### 治安
2019年，索镇市镇范围内共有1处派出所。
2014年，索镇及附近地区共发生各类案件8,226起，其中盗窃类案件5,114起，经济类案件1,062起，毒品交易类案件476起。

## 文化
2020年，索镇境内共有1家剧场、1家电影院和1家博物馆。索镇市政府提供多媒体中心，向公众全年开放。

### 建筑
索镇境内有多处法国国家文物保护单位，其中圣若翰洗者教堂和索镇公园内的索镇城堡等为当地的代表性建筑物。

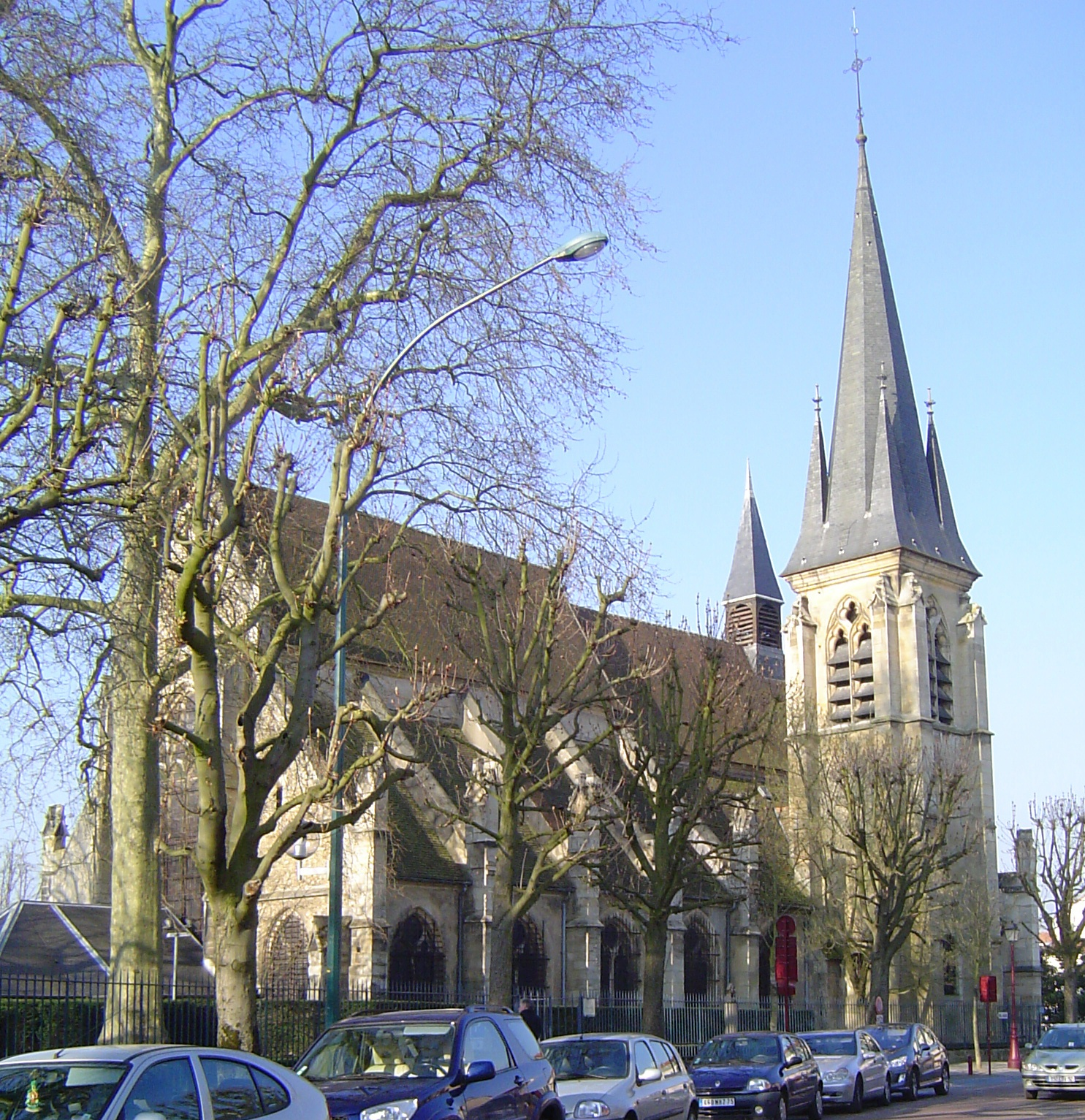
圣若翰洗者教堂（法语：Église Saint-Jean-Baptiste de Sceaux）
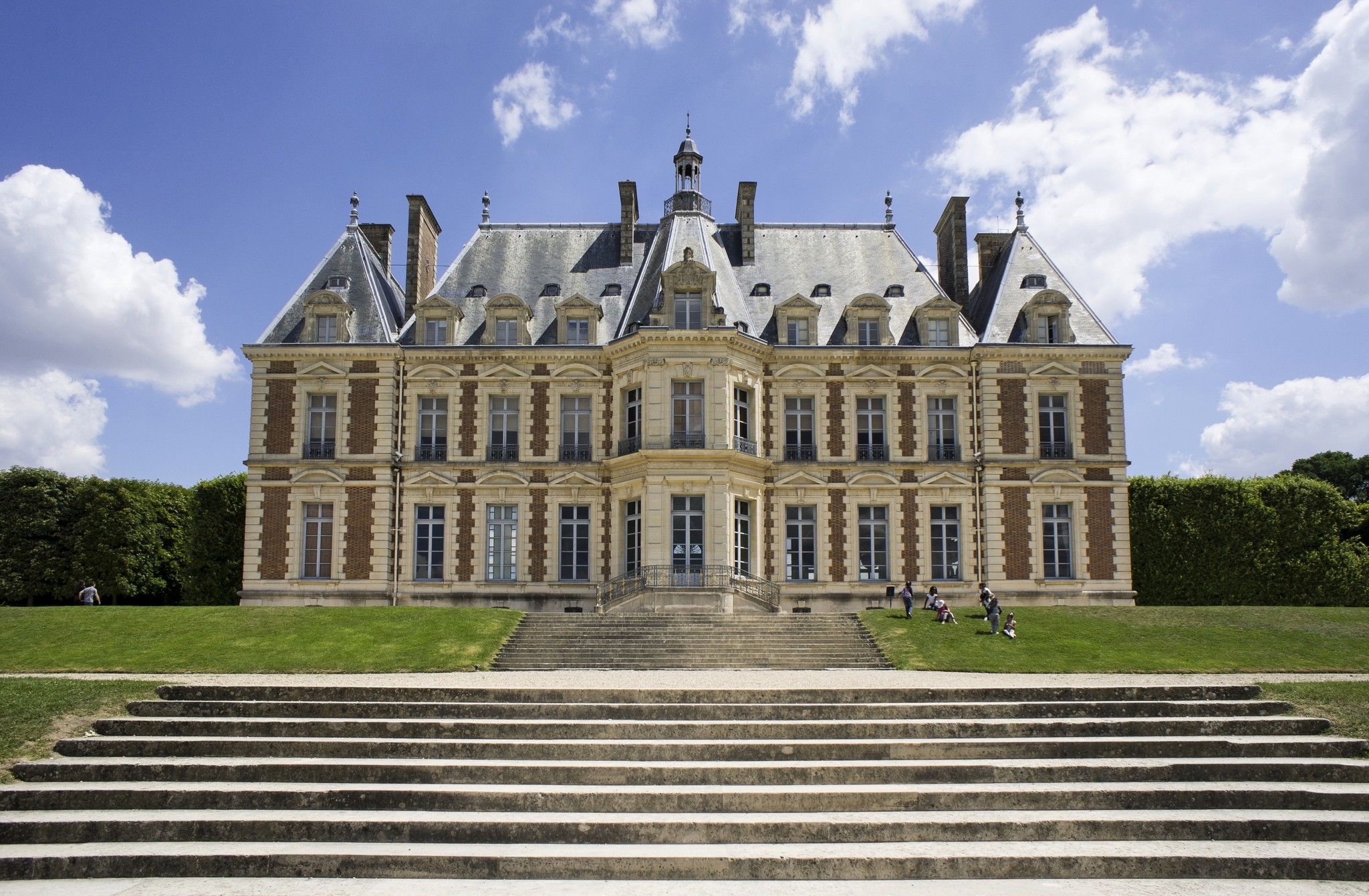
索镇城堡
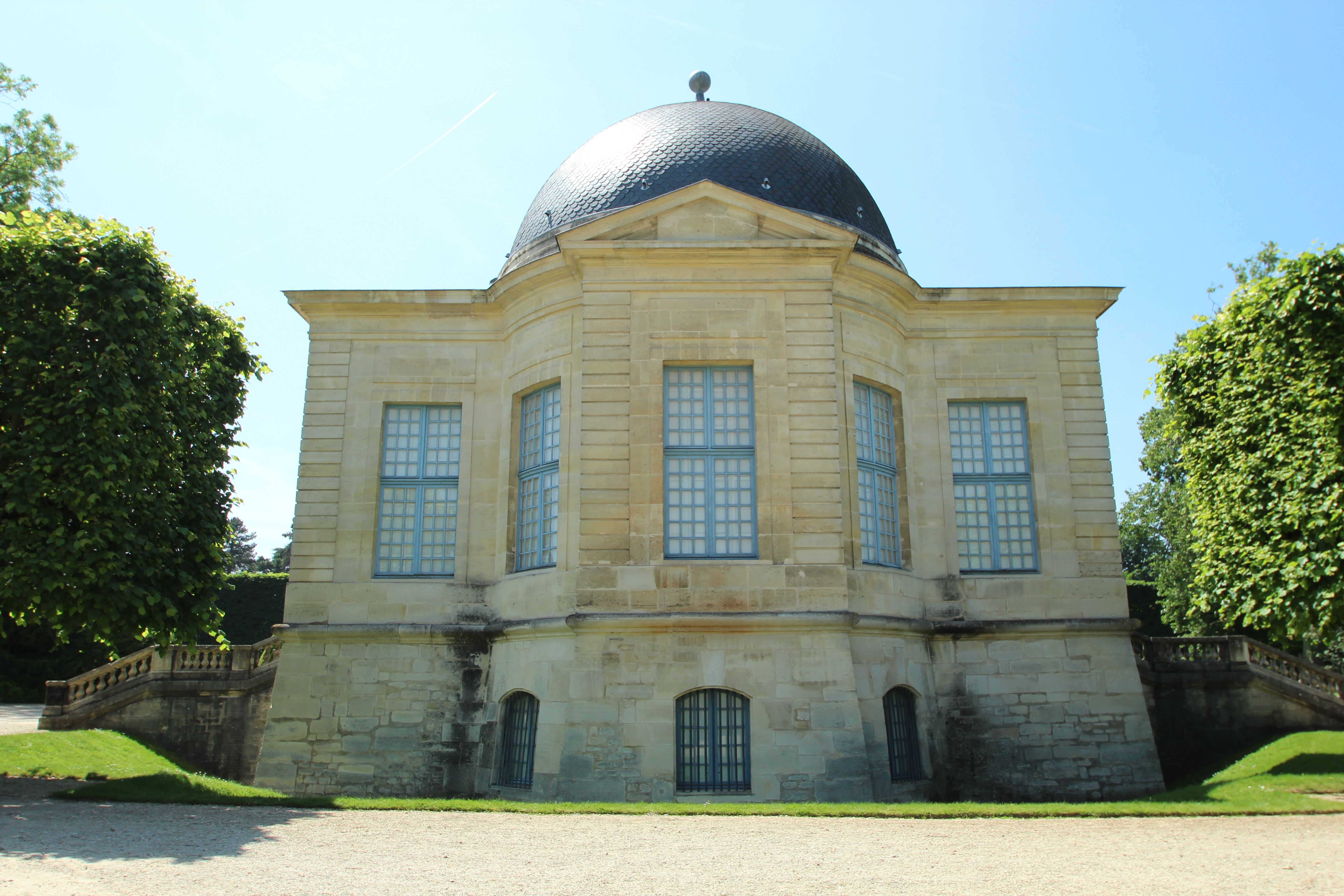
欧罗尔凉亭（法语：Pavillon de l'Aurore）
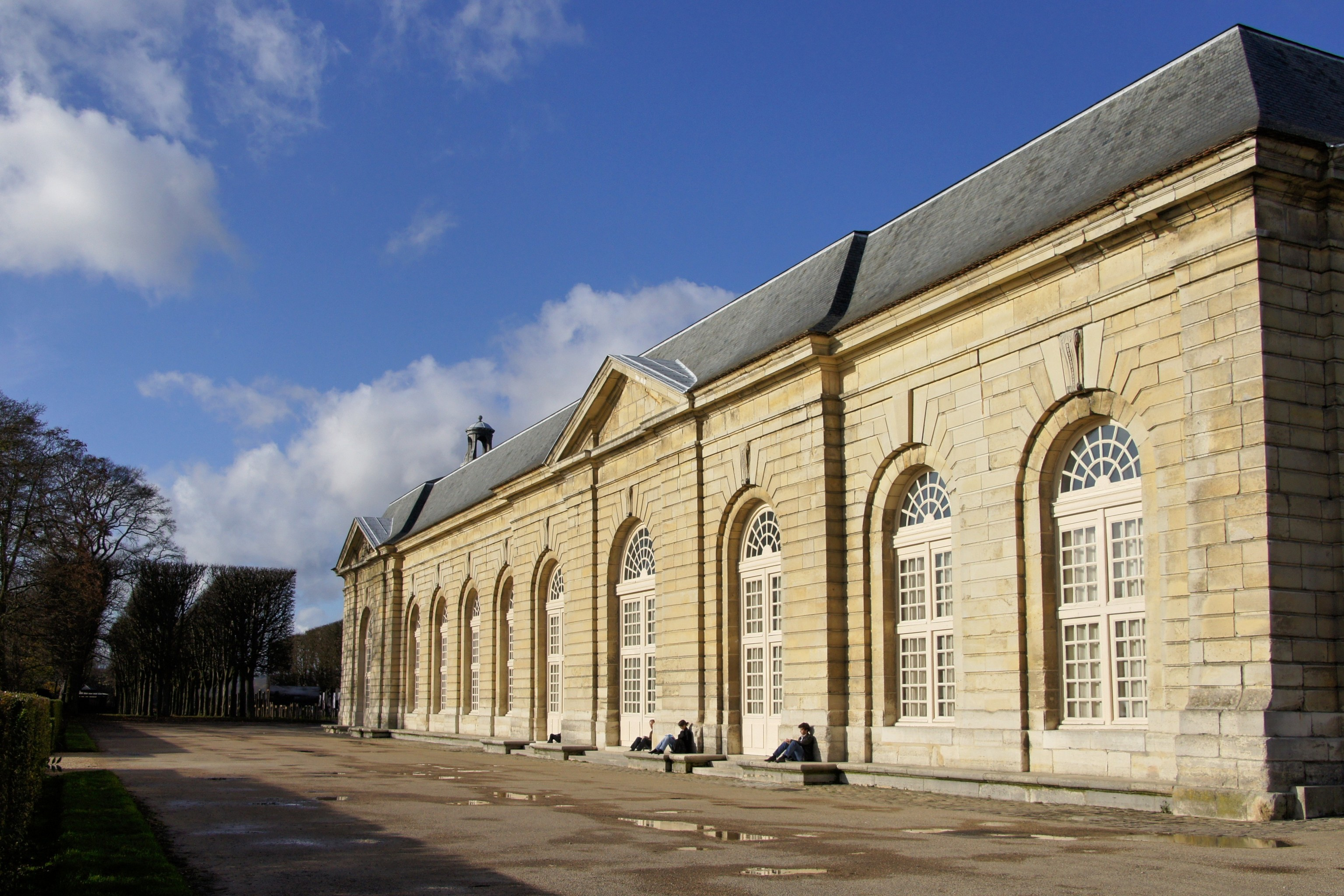
桔园楼
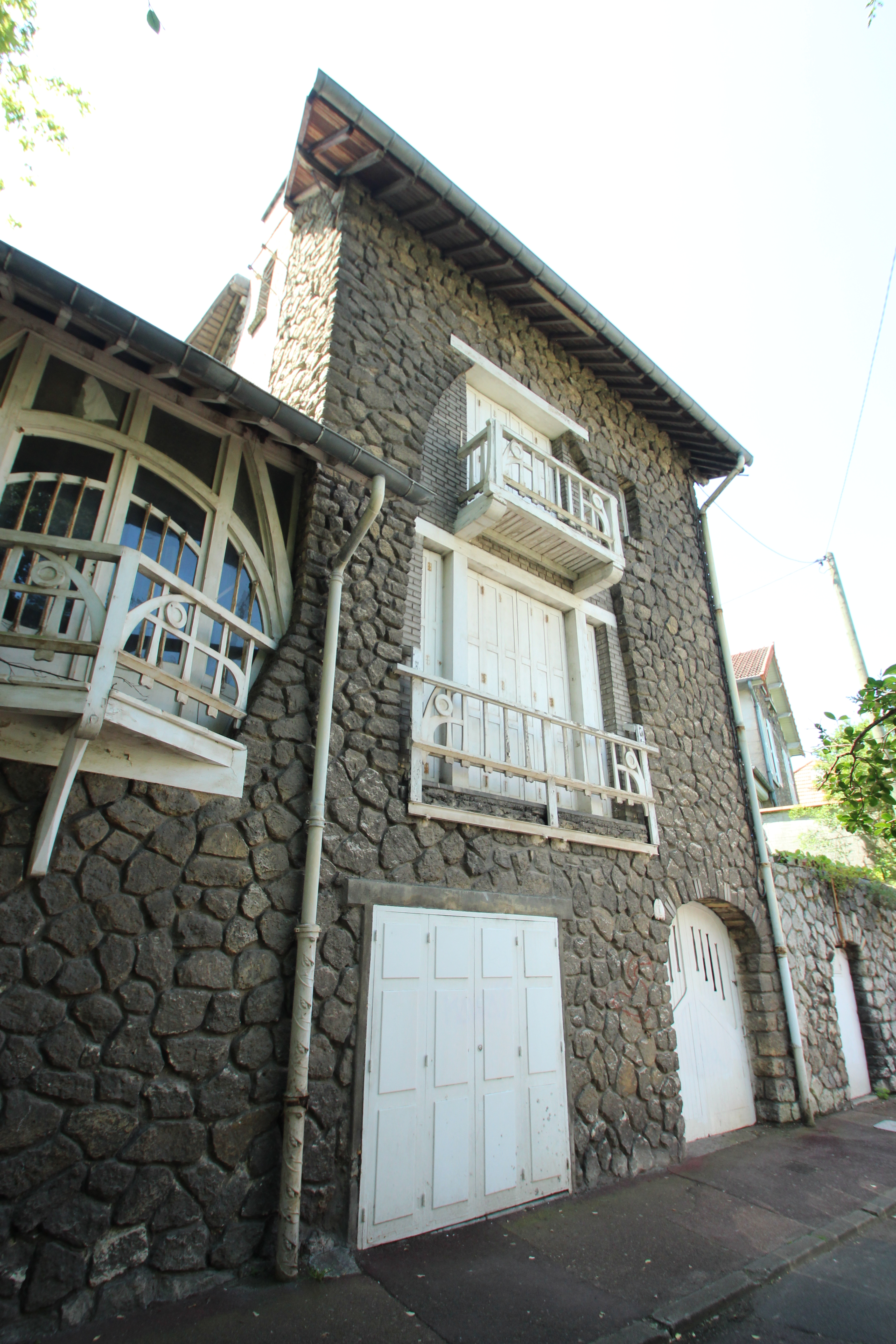
小白楼
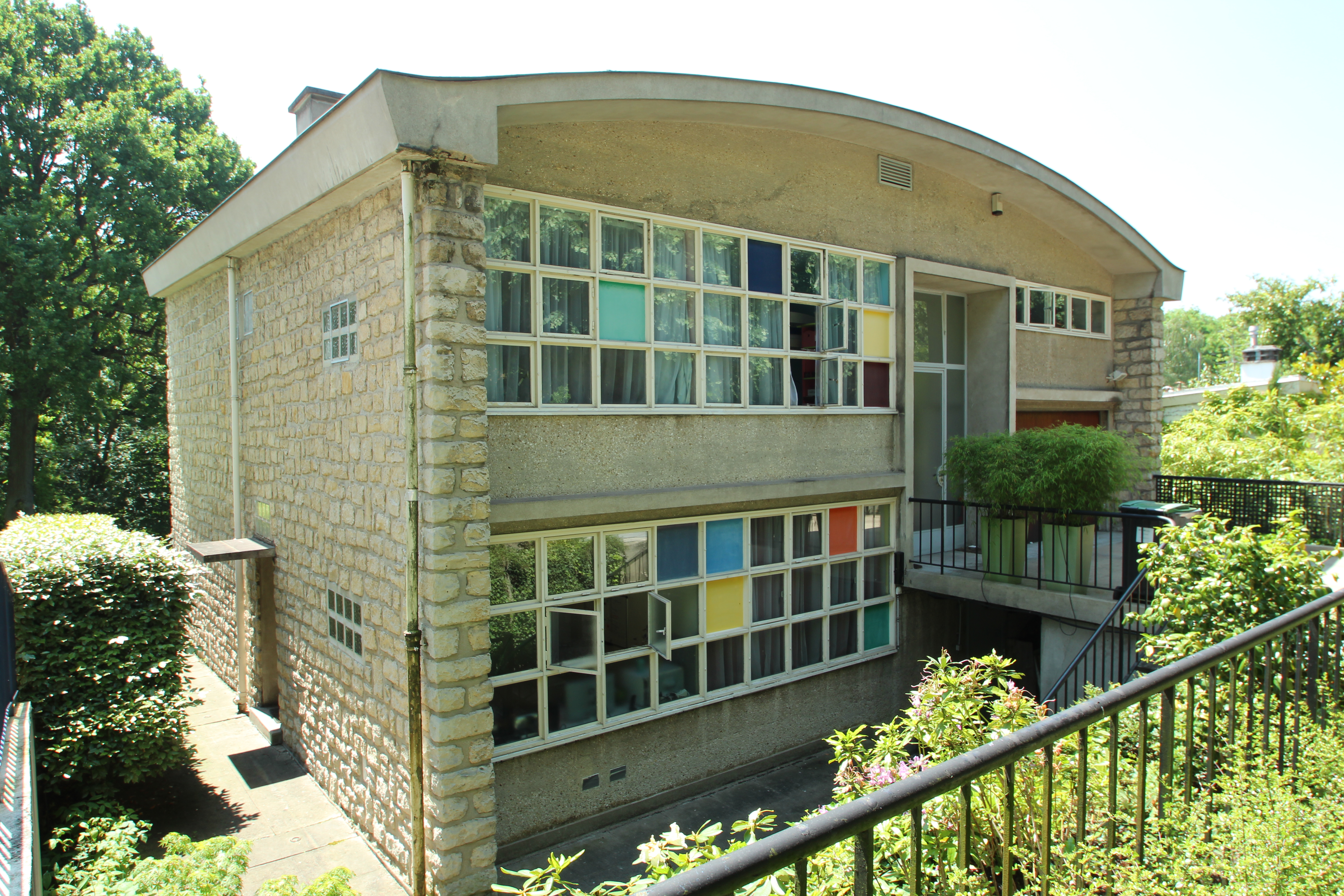
巴丹大楼
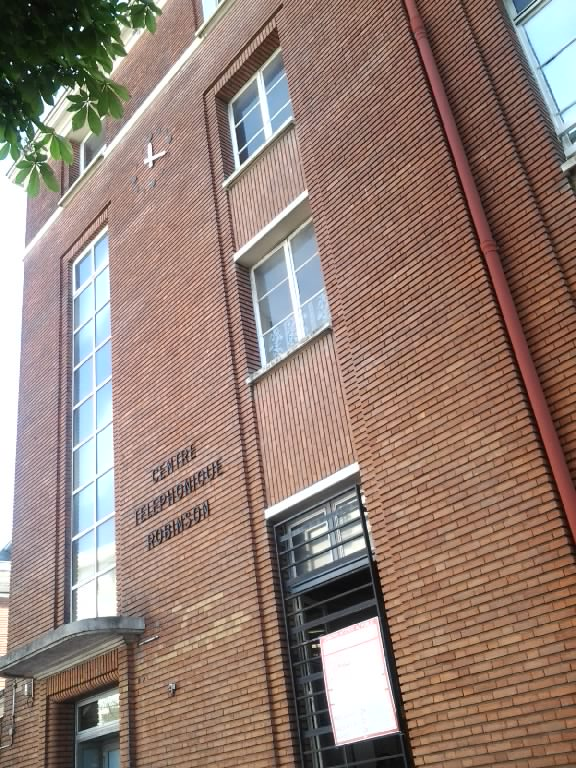
电报大楼旧址

### 旅游

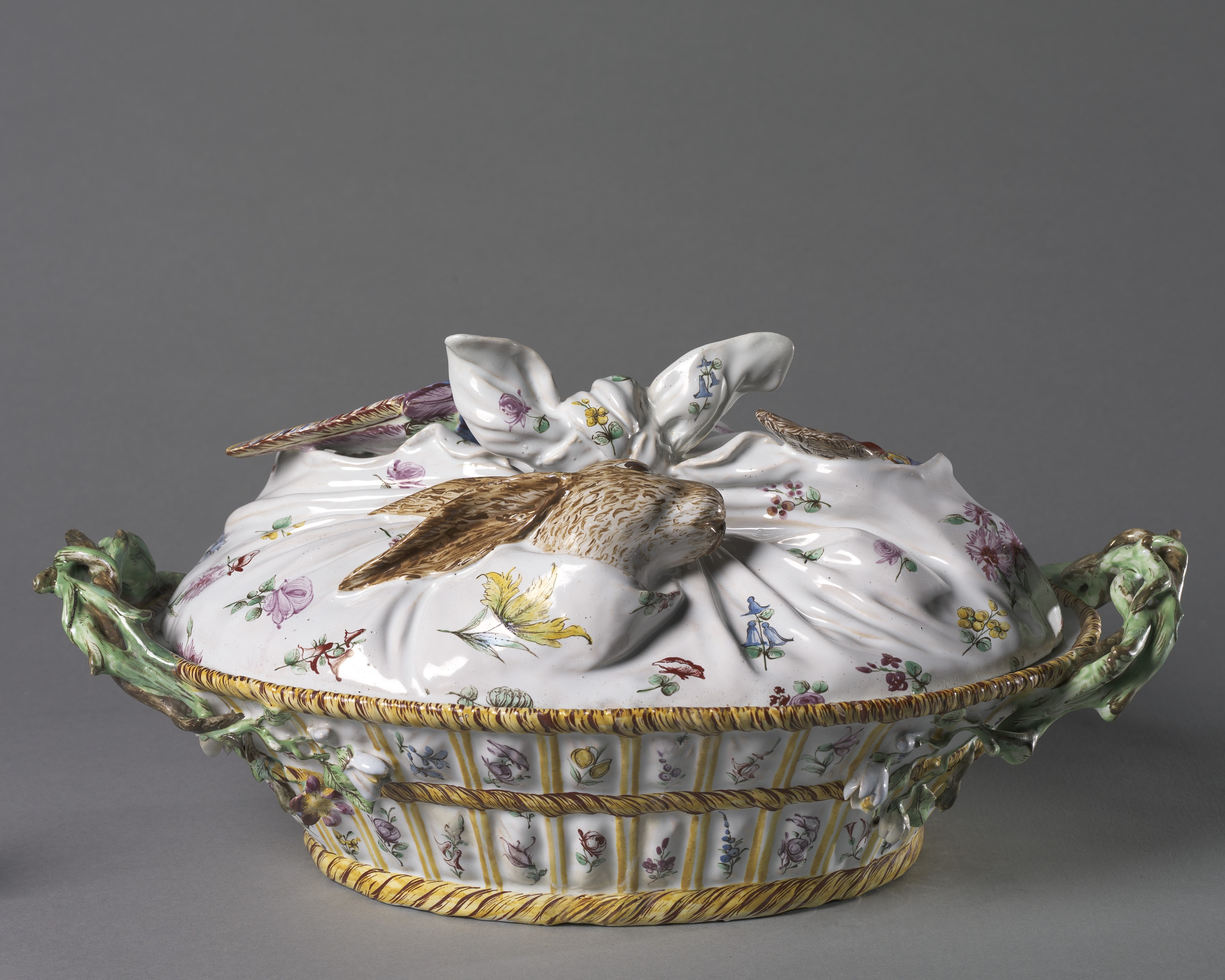
索镇制瓷厂出产的瓷器

索镇的旅游事务由其所属的公共社区负责。2021年，索镇境内共有2家酒店共计56间房间。
索镇因索镇公园而闻名，该园横跨索镇和安东尼，是巴黎南部的一座大型城市绿地公园，因每年春季的樱花而闻名。

### 媒体
法国主要的媒体均可在索镇接收，索镇市政府每个月出版地方杂志，向当地民众免费发放。

### 瓷器
18世纪中期，索镇境内出现了首个制瓷作坊，后扩张成为工厂，以“索镇”命名的瓷器成为了当地重要的非物质文化遗产。

## 相关人物
法国建筑师菲利普·德·拉盖皮耶尔、工程师亨利·比西涅、电影演员阿兰·德龙、政治人物让-马里·勒舍瓦利耶和玛丽-乔治·比费出生于索镇；法国数学家奥古斯丁-路易·柯西、汉学家葛兰言逝世于索镇。

## 友好城市
截至2021年10月，索镇共与两座城市互为友好城市关系：
- 德国 布吕尔
- 英格兰 皇家利明顿温泉